# (18174) Khachatryan
(18174) Khachatryan (2000 QW14) – planetoida z pasa głównego asteroid okrążająca Słońce w ciągu 3,53 lat w średniej odległości 2,32 j.a. Odkryta 24 sierpnia 2000 roku.